# Air India
Air India (Hindi: एअर इंडिया) is de nationale luchtvaartmaatschappij van India met een wereldwijd netwerk van passagiers- en cargovluchten. Sinds 2022 valt het onder de Tata-groep, een Indiaas conglomeraat.
Het is een deel van de "National Aviation Company of India Limited". Het bedrijf ontstond door een fusie van Air India met Indian Airlines. De belangrijkst vliegvelden vanwaaruit Air India dagelijks vluchten uitvoert zijn onder andere Chhatrapati Shivaji International Airport, Mumbai en Indira Gandhi International Airport, Delhi. Air India heeft 85 bestemmingen waaronder 12 hubs in India met Air India Express, dat helemaal in handen is van Air India. In 2017 heeft het zich bij de luchtvaartalliantie Star Alliance gevoegd.

## Geschiedenis
Air India is opgericht in 1932 als Tata Airlines door J.R.D. Tata van Tata Sons. In 1946 werd de naam van de maatschappij gewijzigd in Air India International waarbij naast Tata Sons ook BOAC en Qantas meegeholpen hebben de maatschappij na de oorlog weer op de been te krijgen. In 1948 nam de Indiase overheid een belang van 49% in de maatschappij. In 1953 volgde een nationalisatie en werd de naam Air India.
Vanaf 1999 zijn diverse pogingen gedaan om een fusie tot stand te brengen tussen Air India en Indian Airlines en deze fusie is uiteindelijk in 2007 gerealiseerd. Air India is vooral internationaal actief, terwijl Indian Airlines is gespecialiseerd in binnenlandse routes. Na de fusie telde de luchtvaartmaatschappij 125 tot 130 vliegtuigen.
De maatschappij leed lange tijd grote verliezen en de overheid moest financieel bijspringen om de een faillissement af te wenden. In 2012 kreeg het een geldinjectie van US$ 6,3 miljard. In 2016 realiseerde de maatschappij voor het eerst sinds acht jaar weer winst. In maart 2017 maakte de toezichthouder echter bekend dat het bedrijf de resultaten had geflatteerd. De winst over de boekjaren van maart 2013 tot en met maart 2015 was US$ 1 miljard minder dan in de jaarverslagen was weergegeven.
In juni 2017 besloot de overheid Air India te privatiseren. De Tata-groep had toen al geïnformeerd naar de mogelijkheden om het bedrijf over te nemen. De binnenlandse luchtvaartmaatschappij IndiGo had ook belangstelling en is een belangrijke concurrent van Air India. Na de intrede van lokale budgetmaatschappijen, waaronder IndiGo, kromp het binnenlandse marktaandeel van Air India van 35% tien jaar geleden tot 13% in 2017. Air india stond er financieel slecht voor en rapporteerde grote verliezen. De schuld van het bedrijf wordt geschat op 520 miljard Indiase roepies of ruim € 7 miljard. Er werken zo’n 27.000 mensen bij het staatsbedrijf.
Begin 2023 heeft Tata-groep, het Indiase conglomeraat dat het bedrijf ook ooit is gestart in 1932, voor € 2,24 miljard Air India overgenomen. Tata heeft via haar volle dochteronderneming Talace Private Limited op 27 januari 2022 alle aandelen Air India verkregen.
Eind november 2022 heeft Tata besloten de luchtvaartmaatschappijen Vistara en Air India samen te voegen. De twee hebben een gecombineerde vloot van 218 vliegtuigen en na de fusie is de combinatie de grootste internationale luchtvaartmaatschappij van India en na IndiGo de grootste binnenlandse luchtvaartmaatschappij. In 2013 werd Vistara opgericht en het is een joint venture van Tata (51% van de aandelen) en Singapore Airlines (49%). Vistara zal worden samengevoegd met Air India zodra alle vereiste goedkeuringen binnen zijn. Singapore Airlines zal nog een flink bedrag in de combinatie investeren en daarmee een aandelenbelang van 25,1% in de uitgebreide Air India verkrijgen.
In februari 2023 plaatste Air India mega-orders voor 470 nieuwe vliegtuigen bij Airbus en Boeing. Het bestelde 250 Airbus toestellen en bij Boeing 190 B-737 MAX’s, 20 B-787-9 en 10 B-777-9. Verder heeft het opties genomen op nog eens 50 B-737 MAX en 20 B-787, waardoor de totale order uit kan komen op 290 stuks. De deal met Boeing alleen heeft een cataloguswaarde van US$ 34 miljard, maar door kwantumkorting kan het feitelijk bedrag op de helft hiervan uitkomen.

## Vloot
De vloot van Air India bestaat in maart 2024 uit de volgende toestellen:
| Type             | In dienst | Orders | Opmerkingen                    |
| ---------------- | --------- | ------ | ------------------------------ |
| Airbus A319-100  | 12        | —      | In de uitfaseringsfase         |
| Airbus A320-200  | 9         | —      |                                |
| Airbus A320neo   | 40        | 61     |                                |
| Airbus A321-200  | 14        | —      |                                |
| Airbus A321neo   | 4         | 140    |                                |
| Airbus A350-900  | 3         | 17     |                                |
| Airbus A350-1000 | —         | 20     | Order met 10 extra opties      |
| Boeing 777-200LR | 8         | —      | In de uitfaseringsfase         |
| Boeing 777-300ER | 18        | —      | VT-ALJ in Star Alliance-livery |
| Boeing 777-9     | —         | 10     |                                |
| Boeing 787-8     | 27        | —      | VT-ANU in Star Alliance-livery |
| Boeing 787-9     | —         | 20     | Order met 20 extra opties      |
| Totaal           | 135       | 268    |                                |

## Ongelukken
- Air India-vlucht 182
- Air India-vlucht 171